# 栃木県道2号宇都宮栃木線
栃木県道2号宇都宮栃木線（とちぎけんどう2ごう うつのみやとちぎせん）は、栃木県宇都宮市と栃木市を結ぶ県道（主要地方道）である。

## 概要
宇都宮市から壬生町を経由し栃木市に至る道路。ルートは東武宇都宮線とほぼ並行している。宇都宮市桜2丁目起点 - 睦町と栃木市平柳町 - 万町交番前終点の区間を除き、ほぼ大部分が4車線化されている。ほぼ全線に渡り沿線に商業施設が多数存在し、交通量が多い幹線道路である。
古くから道路拡張およびバイパスの整備が進んでおり、幕田・惣社今井など多くのバイパス道路が建設されてきた。
栃木市以南は、平柳町交差点から川連交差点まで栃木バイパス、及び川連交差点から栃木県道11号栃木藤岡線・栃木県道9号佐野古河線が連結しており、さらに埼玉県加須市の旧北川辺地区にて国道354号とも通じているため、本県道とこれらの県道・国道を合わせ栃木県宇都宮市から茨城県古河市間を並行する国道4号の裏道的な役割も果たしている。

### 路線データ
- 総延長：26.626 km[1]
- 実延長：24.549 km[1]
- 起点：栃木県宇都宮市桜3丁目（桜2丁目交差点＝国道119号・栃木県道70号宇都宮今市線交点）
- 終点：栃木県栃木市万町（万町交番前交差点＝栃木県道3号宇都宮亀和田栃木線・栃木県道11号栃木藤岡線交点）
- 認定：1962年（昭和37年）8月10日

## 歴史
- 1993年（平成5年）5月11日 - 建設省から、県道宇都宮栃木線が宇都宮栃木線として主要地方道に指定される[2]。

## 路線状況

### 別名
桜通り
桜二丁目交差点から滝谷町交差点までの区間。この区間と連続する国道119号の桜二丁目から松原三丁目までの区間も同じ愛称を持ち、一本の通りとして認識されている。
栃木街道
概ね全区間に渡る。
宇都宮街道
幕田バイパス
安塚バイパス
壬生バイパス
壬生町車塚交差点から同町今井交差点までのバイパス区間。
惣社今井バイパス
壬生町今井交差点から栃木市国府町までのバイパス区間。

### 重複区間
- 国道121号（宇都宮市西川田本町交差点 - 壬生町淀橋南交差点）
- 栃木県道3号宇都宮亀和田栃木線（宇都宮市西川田本町交差点 - 壬生町淀橋南交差点）
- 栃木県道71号羽生田上蒲生線（下都賀郡壬生町・おもちゃのまち交差点 - 国谷駅入口交差点）
- 栃木県道296号小山都賀線（栃木市惣社町交差点 - 大塚町南交差点）

### 路線バス
宇都宮駅から宇都宮市文化会館近辺経由して鶴田駅・西川田駅等に至る路線が本路線経由で関東自動車により運行されている。このうち六道経由は後述の東武バスより1992年4月に移管されたものである。
かつては本路線にて宇都宮から獨協医大病院・栃木までを結ぶ長距離路線が東武バスにより運行されていたが、並行する東武宇都宮線の存在やモータリゼーションの影響もあり現在は廃止されている。

## 地理

### 通過する自治体
- 宇都宮市
- 下都賀郡壬生町
- 栃木市

### 交差する道路
交差する道路の特記がないものは市道・町道。
| 交差する道路                                          | 交差する道路                                                   | 交差点名 | 交差点名             |
| ----------------------------------------------------- | -------------------------------------------------------------- | -------- | -------------------- |
| 国道119号（桜通り） 日光・今市方面                    |                                                                |          |                      |
| 国道119号（大通り）                                   | 栃木県道70号宇都宮今市線（大谷街道）                           | 宇都宮市 | 桜2丁目              |
|                                                       | （鹿沼街道）                                                   | 宇都宮市 | 睦町                 |
|                                                       | 栃木県道4号宇都宮鹿沼線                                        | 宇都宮市 | 県立博物館東         |
| （楡木街道）                                          | （楡木街道）                                                   | 宇都宮市 | 幸町                 |
| （平成通り）                                          | 栃木県道6号宇都宮楡木線（鹿沼インター通り）                    | 宇都宮市 | 滝谷町               |
| -                                                     | 栃木県道155号羽生田鶴田線（羽生田街道）                        | 宇都宮市 | 宇都宮高校前         |
| （陽南通り）                                          | （陽南通り）                                                   | 宇都宮市 | 八千代1丁目          |
| （陽南みなみ通り）                                    | -                                                              | 宇都宮市 | 江曽島駅入口         |
| 栃木県道299号西川田停車場線（県道2号旧道）            | -                                                              | 宇都宮市 | 西川田駅入口         |
| 国道121号（宇都宮環状道路）                           | 国道121号（宇都宮環状道路） 栃木県道3号宇都宮亀和田栃木線      | 宇都宮市 | 西川田本町           |
| 栃木県道65号鹿沼下野線（県道2号旧道）                 | 国道121号 栃木県道3号宇都宮亀和田栃木線 栃木県道65号鹿沼下野線 | 壬生町   | 淀橋南               |
| 栃木県道132号安塚停車場線                             | -                                                              | 壬生町   |                      |
| 県道2号旧道                                           | -                                                              | 壬生町   | 安塚南口             |
| 栃木県道302号おもちゃのまち停車場線                   |                                                                | 壬生町   | おもちゃのまち駅入口 |
| 栃木県道71号羽生田上蒲生線                            | 栃木県道71号羽生田上蒲生線                                     | 壬生町   | おもちゃのまち       |
| 栃木県道301号国谷停車場線                             | 栃木県道71号羽生田上蒲生線現道                                 | 壬生町   | 国谷駅入口           |
| 県道2号旧道                                           | -                                                              | 壬生町   | 車塚                 |
| 栃木県道172号上田壬生線（上田街道）                   | 栃木県道172号上田壬生線（上田街道）                            | 壬生町   | 大師町北             |
| 国道352号（壬生通り）                                 | 国道352号（壬生通り）                                          | 壬生町   | 本丸1丁目            |
| 県道2号旧道                                           | 県道2号旧道                                                    | 壬生町   | 今井                 |
| 栃木県道18号小山壬生線新道                            | -                                                              | 壬生町   |                      |
| 栃木県道296号小山都賀線                               |                                                                | 栃木市   | 惣社町               |
|                                                       | 栃木県道296号小山都賀線                                        | 栃木市   | 大塚町南             |
| 下都賀西部広域農道                                    | 下都賀西部広域農道                                             | 栃木市   | 国府町               |
|                                                       | 県道2号旧道                                                    | 栃木市   |                      |
| 栃木県道309号栃木環状線                               |                                                                | 栃木市   | 平柳町東口           |
| 栃木県道44号栃木二宮線                                |                                                                | 栃木市   | 日の出町             |
| 栃木県道11号栃木藤岡線                                | 栃木県道3号宇都宮亀和田栃木線                                  | 栃木市   | 万町交番前           |
| 栃木県道32号栃木粕尾線旧道（鍋山街道） 粕尾・尻内方面 |                                                                |          |                      |

## 沿線風景

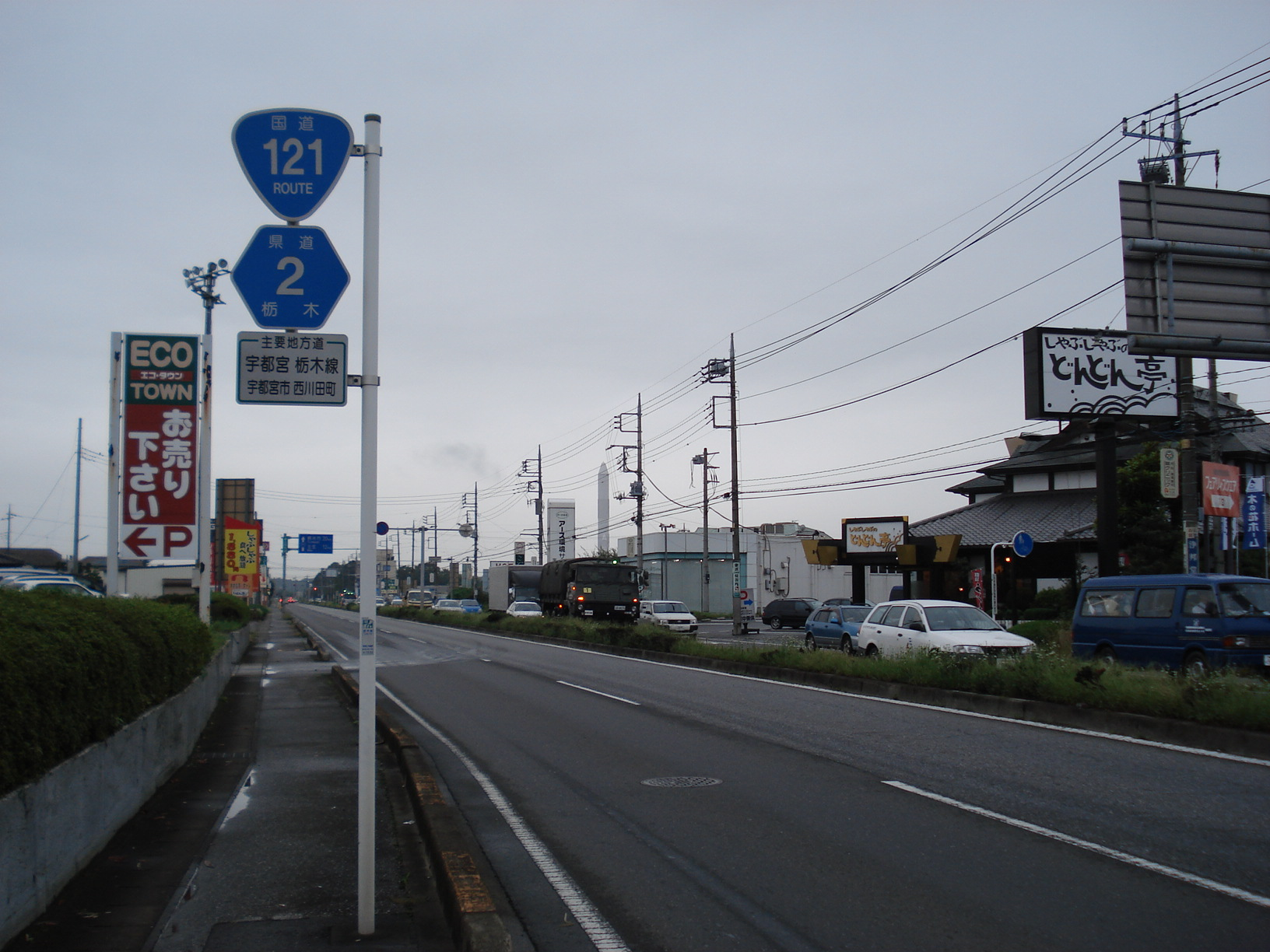
宇都宮市西川田町付近（国道121号重複区間）
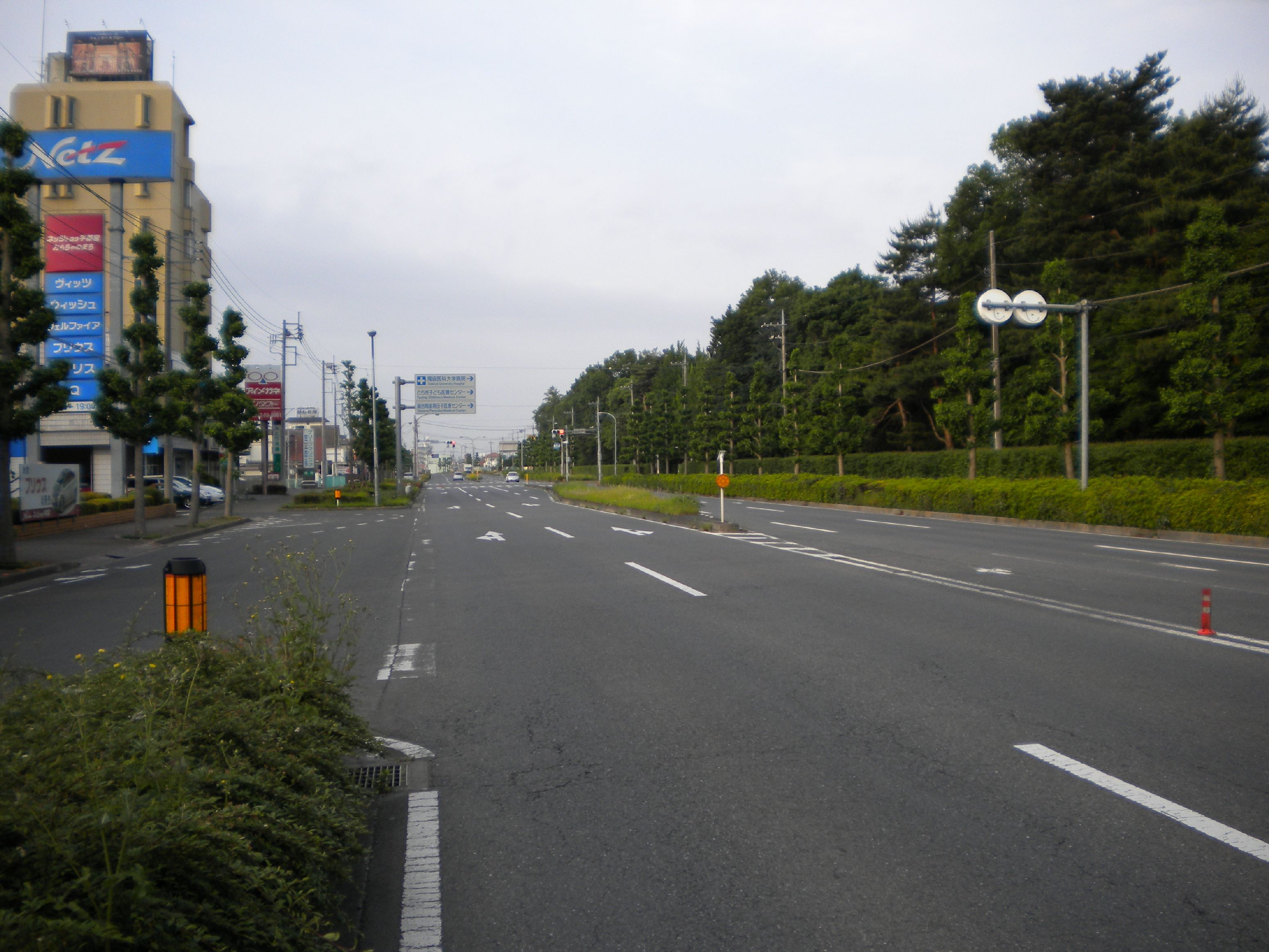
壬生町緑町3丁目付近
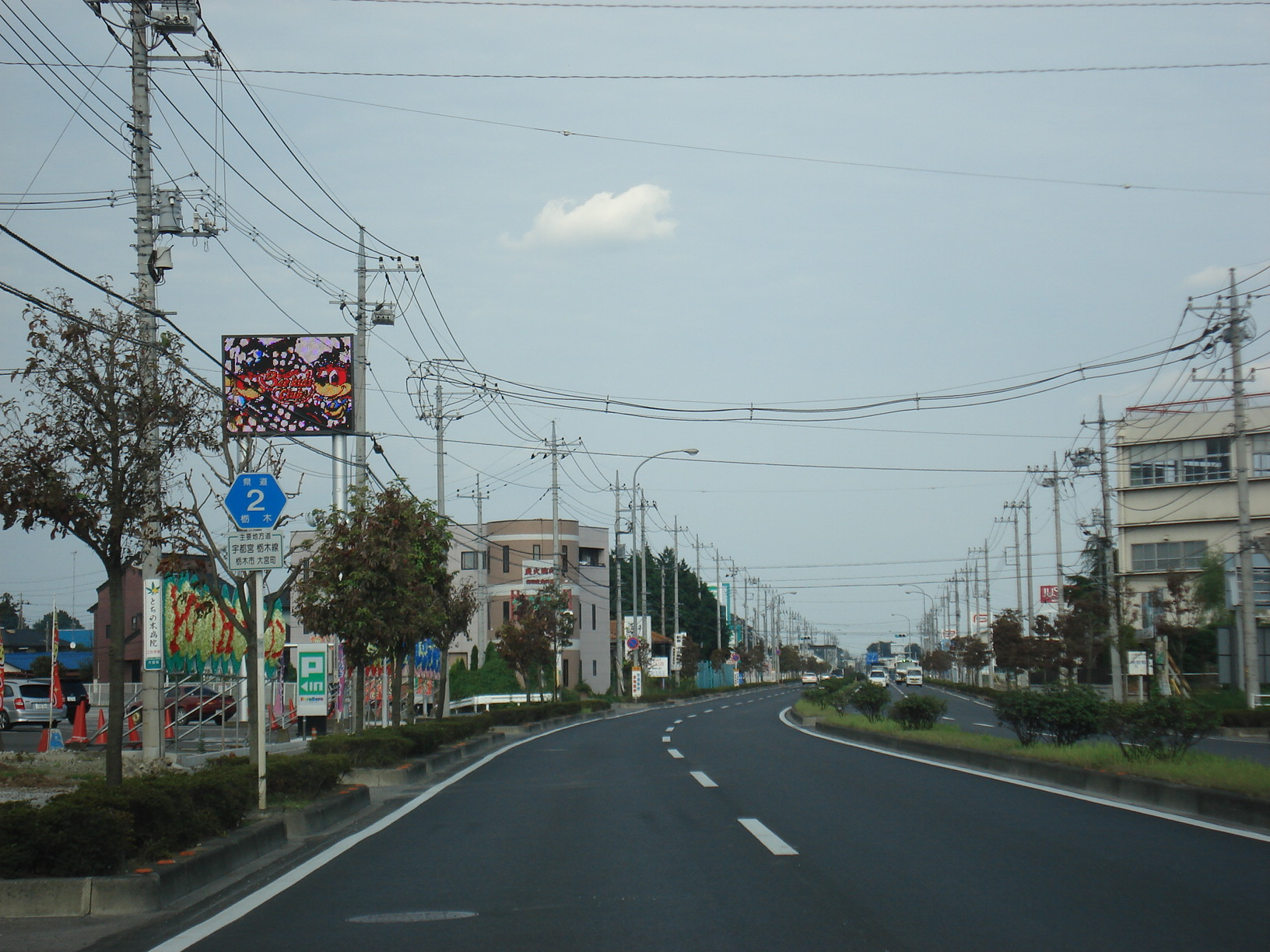
栃木市大宮町付近